# Atanazij Veliki
Sveti Atanazij Veliki (grško: Ἀθανάσιος, Athanásios), oziroma Sveti Atanazij Aleksandrijski (Sveti Atanazij Spoznavalec ali  tudi Papež Sveti Atanazij I., Aleksandrijski) je krščanski svetnik, škof, spoznavalec in cerkveni učitelj * okrog 295 Aleksandrija, Egipt, † 2. maj 373, Aleksandrija (Egipt, Rimsko cesarstvo). Je eden velikih starokrščanskih cerkvenih učiteljev, imenovan Doctor Apostolicus (Apostolski doktor)

## Življenjepis

### Mladost in vzpon
Atanazij je bil po rodu Grk iz Aleksandrije v Egiptu, kjer se je rodil leta 295. Odraščal je v času zadnjega in najhujšega preganjanja kristjanov pod Dioklecijanom. Njegovi starši, globoko verni, so ostali živi, čeprav se mučeništva niso bali. Sinu so omogočili vsestransko izobrazbo. Patriarh Aleksander je nadarjenemu fantu oskrbel temeljito izobrazbo v vseh vedah.  Poznal je spise grških filozofov, še temeljiteje pa nauke cezarejske in aleksandrijske krščanske visoke šole. Nekaj časa je bil v asketski šoli pri puščavniku Antonu. 
Po vrnitvi iz puščave okoli leta 320 ga je aleksandrijski patriarh sv. Aleksander posvetil za diakona in ga vzel za svojega tajnika. V Aleksandriji je bilo tedaj več struj. Kmalu pa se je moral spoprijeti z gibanjem, ki ga je sprožil njegov ognjeviti rojak Arij. Krščanstvo je hotel približati poganskim predstavam in učil, da je bil Jezus nekak heroj človekoljubja, podoben grškim poganskim bogovom. V začetku naj bi bil navaden človek izrednih sposobnosti, višji od angelov, zaradi svoje pokorščine in smrti iz ljubezni do Boga Očeta pa šele po vstajenju poveličan v božanstvo. Atanazij se je uprl zanikanju nauka o sveti Trojici in tajitve odrešenja človeškega rodu, ki sploh ne bi bilo doseženo, če Kristus ni bil pravi Bog že spočetka, ko si je privzel človeško naravo. Spustil se je zoper Arija v boj, ki je trajal blizu petdeset let. 

### Aleksandrijski patriarh
Leta 328 je bil Atanazij izvoljen za patriarha v Aleksandriji in s tem je postal voditelj več kot sto škofij v Egiptu. Arij je imel svoje pristaše na dvoru in cesarji so Atanazija večkrat pregnali s patriarškega sedeža. Kar petkrat je moral v pregnanstvo, ki je navadno trajalo po več let. Prvič je bil izgnan v Trier (sedanja Nemčija), enkrat v Rim, ko se je zatekel k papežu, enkrat se je moral celih šest let skrivati v okolici Aleksandrije. Zadnjič so ga izgnali, ko je bil že starček pri sedemdesetih letih. Papeži so ga vedno podpirali, pa tudi ljudstvo in večina škofov.
Za zmerom se je vrnil na svoj škofovski sedež 1. februarja 366 in je egiptovsko Cerkev vodil še sedem let. Ta leta je imel živahne pisne stike z vzhodnimi in zahodnimi škofi, Sveti Bazilij Veliki je izrekel mnenje, da samo Atanazij more ohraniti ali obnoviti popolno edinost v celotnem krščanstvu.

## Prvi nicejski koncil
Prvi Nicejski koncil je leta 325 sklical rimski cesar Konstantin I.. da bi tako pomiril spor, ki je nastal v krščanstvu v zvezi z ločino arijanstva. Koncil se je končal z začasno zmago zagovornikov tradicionalnega krščanskega nauka, ki uči, da je Jezus pravi Bog in pravi človek.
Koncilski sklepi (kanoni) predstavljajo prve uradne odločitve celotne krščanske Cerkve, ki so imeli večjo veljavo od dotedanjih odločb posameznih škofov ali lokalnih škofovskih sinod že samo zaradi tega, ker jih je podpisalo prek 300 škofov z vseh delov cesarstva. Zaradi cesarjeve veljave so postali sklepi zavezujoči za vso Cerkev v cesarstvu.
V cerkveni zgodovini štejemo Nicejski koncil za prvi ekumenski koncil in za eno pomembnejših prelomnic cerkvene zgodovine, tako da delimo čas zgodnjega krščanstva na obdobje prednicejske in ponicejske teologije. Po Konstantinovi smrti leta 337 so razne ločine postavile pod vprašaj nekatere koncilske sklepe, preden so jih leta 381 na carigrajskem koncilu dokončno potrdili in jih je cesar Teodozij razglasil kot cesarske odloke za obvezne.
Iz tistega časa obstaja več pomembnih dokumentov: 20 sklepov (kanonov), Nicejska veroizpoved in uraden odlok (dekret) s koncila.
Ohranjena so tudi poročila treh koncilskih udeležencev, ki so jih zapisali: kristjana Atanazij iz Aleksandrije in Evstat iz Antiohije, kakor tudi arijanec Evzebij iz Cezareje.

### Kraj in čas koncila
Rimski cesar Konstantin I. je v krščanstvu videl povezovalno moč cesarstva; to je pa motil ravno arijanski spor arijanski spor. Ker cerkev sama tega problema ni mogla rešiti, jo je cesar priganjal k njegovi ureditvi. V času koncila je tudi sam predlagal sporazumne rešitve zaradi zagotovitve verskega miru.
Koncil se je odvijal v mestecu Nikeja (ali tudi Niceja, danes İznik, Turčija) pri Konstantinoplu (Carigradu, danes Istanbul) v pokrajini Bitiniji, samo 30 km oddaljenem od takratne cesarske prestolnice Nikomedije.
Otvoritveno zasedanje je bilo 20. maja 325. Vsi navzoči škofje so se zbrali v dvorani cesarske poletne palače. Ko je prišel cesar v cesarskem okrasju, so vsi vstali; on pa jih je prijazno pozdravil: 
 „Moji prijatelji! Moja največja želja je bila, da bi se mogel veseliti vašega zbora; vendar se ne morem; kajti hujši od katerekoli vojne in najstrašnejšega boja je notranji prepir Božje Cerkve; ta notranji spor se mi zdi bolj boleč kot boji navzven.” 
Koncil se je končal z zmago kristjanov 25. julija istega leta z banketom v čast proslavi 20. obletnice Konstantinovega vladanja.
Cesar je pisno povabil k udeležbi vseh 1800 škofov takratne krščanske Cerkve (približno 1000 v grško govorečem in 800 v latinsko govorečem delu) in prevzel potne stroške za okrog 300 škofov, ki so povabilo sprejeli; večina virov omenja, da je bilo škofov 318.
Koncila se je udeležilo vsega skupaj okoli 2000 ljudi. Prezbiterja Vid (Vitus) in Vicencij (Vicentius) sta kot odposlanca zastopala ostarelega in bolnega rimskega škofa Silvestra.
Med škofi so bili nekateri, ki so še vedno nosili znamenja preganjanja kristjanov pod poganskimi rimskimi cesarji. Prisoten je bil tudi škof Nikolaj iz Mire, za katerega pravi legenda, da se je tako razburil nad Arijevo obrambo herezije, da ga je vpričo vseh udaril. 
Po cesarskem ukazu se je koncila udeležil tudi aleksandrijski prezbiter Arij Aleksandrijski, ki je tajil Kristusovo božanstvo.
Kristjani so nasprotno zagovarjali Kristusovo božanstvo. Vodil jih je patriarh Aleksander iz Aleksandrije; spremljal ga je mladi arhidiakon Atanazij iz Aleksandrije, ki sicer ni imel ne sedeža ne glasu, a se je izkazal zaradi svoje vztrajnosti, argumentacije in izobraženosti, ko je nastopil na koncilu zoper arianizem.
Pomembna skupina so bili Origenovi privrženci, ki so bili nekje v sredini in so tudi menjavali svoja stališča.

### Potek koncila
Na začetku so pred cesarjem številni škofje spregovorili o zasebnih sporih, ta pa je dal brez razprave njihove dokumente zažgati in jih pozval k spravi in slogi.
Zatem so arijanci predlagali veroizpoved, ki pa je naletela na močno nasprotovanje in so jo slednji pred ostalimi udeleženci raztrgali, nakar je 16 od 18 podpisnikov zamenjalo stran.
Arij je v imenu monoteizma osebi Jezusa odrekal božanskost; dodelil mu je zgolj vlogo najplemenitejše stvari.
Kristjani so zato očitali Ariju, da ne nadomešča krščanske vere z monoteizmom temveč s politeizmom, kajti Bog in Jezus Kristus sta za arijance povsem različni bitji. Ob tem bi postala nesmiselna tudi liturgična tradicija kot krst v imenu Očeta in Sina in Svetega Duha ali pa molitve k Jezusu Kristusu. Arijanstvo je zavračalo zveličanja po Kristusu; le če je Jezus Bog, je tudi Božji posrednik in je lahko spravil človeštvo z Bogom.
Evzebij, ki je sprejel Arija po izgonu iz Aleksandrije, je zatem predlagal staro palestinsko veroizpoved, ki v splošnih svetopisemskih izrazih potrjuje božanskost Kristusa. Evzebij omenja, da se je njegov predlog zdel cesarju dober.
Cesar je izrecno glasoval za izraz enega bistva , ki ga je pa Arij zavračal. 
Koncil je poudaril, da je Sin ena od oseb Svete Trojice in torej ustvarjen: v dopolnilu je bilo arijanstvo izrecno obsojeno.

#### Nicejska veroizpoved
Vsi škofje so podpisali Nicejsko veroizpoved, kot jo je predlagal Ozij (Osius). Najprej jo je podpisal Ozij sam, zatem rimska prezbiterja v imenu njunega škofa. Tudi Evzebij iz Cezareje je podpisal po enem dnevu razmisleka in svoj podpis zagovarjal v pismu svoji škofiji. Evzebij iz Nikomedije in Teognis iz Niceje sta tudi podpisala veroizpoved, a brez dopolnila, ki obsoja arijance, zaradi česar sta bila razrešena in za določen čas izgnana, dokler se na koncu nista pridružila zagovornikom koncilskih sklepov.
Le dva egipčanska škofa, Teonas in Sukund sta se dosledno upirala podpisu in sta bila z Arijem pregnana v Ilirijo. Arijeve knjige so bile zažgane, za posedovanje njegovih spisov pa je bila zagrožena smrtna kazen, njegovi somišljeniki pa označeni za sovražnike krščanstva. 
Arijeve nauke je torej obsodil prvi vesoljni koncil v Niceji leta 325; na njem je bila sprejeta veroizpoved, ki jo molimo pri maši še danes.

#### PraznovanjeVelike nočiinnedelje
- Praznovanje velike noči poteka v vseh cerkvah na isti dan.
- Praznik velike noči je na nedeljo po začetku pomladi.
- Aleksandrijski škof mora letno izračunati datum velike noči in izračun pravočasno poslati papežu v Rimu, da lahko le-ta obvesti vse ostale Cerkve.

Za časa Silvestra je Konstantin I. izdal več določb, ki so obenem postale tudi cerkvene določbe.  
- 321 je nedeljo proglasil za Gospodov dan in dan počitka v vsem cesarstvu.[10]
- 325, na Prvem ekumenskem koncilu v Niceji, je določil: Veliko noč je treba vedno praznovati v nedeljo; nihče ne sme več praznovati Velike noči na dan židovske Pashe. Vsem kristjanom, ki bi se še držali Pashe, bo premoženje zaplenjeno in podeljeno Rimski Cerkvi  [11]

## Konstantin se nagiba k arijanstvu
Navkljub koncilskemu sklepu je krščanstvo ostalo zaradi arijanskega spora razdeljeno in vrsta podpisnikov je svoj podpis kasneje preklicala. 
Konstantin je poskušal utrditi trdnost in enotnost cesarstva s podpiranjem trdnega in enotnega krščanstva.
Konstantin se je dal krstiti šele na smrtni postelji in sicer arijanskemu škofu. Ni bilo namreč več časa, da bi se mu izpolnila želja, da se krsti v reki Jordanu. Iz njegovega obnašanja v letih po koncilu, kjer je občasno podpiral kristjane in zatem spet arijance, odvisno od tega, kaj mu je pač bolj ustrezalo za dosego miru, lahko sklepamo, da sam dogmatično ni trdno stal ne na eni ne na drugi strani.
- Krstiti se je dal arijancu Evzebiju iz Nikomedije in je bil na tem, da rehabilitira Arija iz Aleksandrije, ki ga je že leta 327 poklical iz pregnanstva (kar ni uspelo samo zaradi Arijeve nenadne smrti).
- Večina cesarjev četrtega stoletja je podpirala arianizem in izrecno preganjala pravoverne kristjane, kakor tudi škofe. Številni na koncilu prisotni škofje pa so doživeli in prestali preganjanje kristjanov že pod poganskimi cesarji in so tako ostali zvesti krščanskemu nauku nicejske veroizpovedi kljub ponovnemu preganjanju - sedaj pod "krščanskimi" cesarji.
- V pokoncilskem obdobju so bili številni krščanski škofje pregnani zaradi svojega nauka, pa kljub temu niso prestopili k arijancem.
- Na naslednjem ekumenskem koncilu, na carigrajskem 381, je bil nicejski nauk v celoti potrjen in je dobil trdno oporo v rimskem škofu Damazu, milanskem škofu Ambrožu in cesarju Teodoziju.
- Konstantin torej ni ostal branilec nicejske veroizpovedi: deset let po koncilu (335) je dal pregnati Atanazija s pojasnilom, da je na ta način nedolžnega človeka zavaroval pred jezo njegovih nasprotnikov.[12]

### Nasprotniki ne izbirajo sredstev
Atanazij je bil star komaj trideset let, ko je na nicejskem koncilu postal zastavonoša katoliškega krščanstva, pa tudi tarča divje arijanske jeze. Ko so spoznali, da je nedostopen za njihovo prilizovanje, so se zatekli k podtikanjem in ga obdolžili oskrunjenja, češ da je razbil neki kelih in sežgal svete knjige; umora, češ da je umoril arijanskega škofa Arzenija, mu odsekal roko in jo uporabljal za čaranje; nečistovanja,  češ da je posilil neko dekle. Pod pretvezo, da je treba Cerkvi omogočiti mir, so dosegli pri cesarju sklicanje sinode 335 v Tiru, prek katerega je cesar nameraval romati v Sveto deželo. Atanazij je gladko zavrnil vse obtožbe:
- glede nečistovanja je stopil nekdo iz Atanazijevega spremstva pred tožiteljico in jo vprašal: „Če sem ti jaz storil silo, potrdi to s prisego!” na kar je ženska dejala: „Da, prisegam, ti si tisti Atanazij, ki me je posilil.”
- glede oskrunjenja je Atanazij dokazal, da v tistem kraju sploh ne obstaja cerkev in torej tam ni bilo nobenega keliha;
- glede umora: škofa Arzenija, ki se je skrival v neki votlini, so Atanazijevi prijatelji izsledili, ga ugrabili in prinesli zavitega v odeje na sinodo ter ga udeležencem pokazali živega in z obema rokama.

Ta sijajna obramba pa ni prepričala cesarja, ki je pregnal Atanazija pod izgovorom, da ga zavaruje pred maščevanjem nasprotnikov, v daljno Nemčijo. Šele nenadna Arijeva smrt ga je tako pretresla, da ga je malo pred smrtjo poklical nazaj, kjer ga je ljudstvo sprejelo z velikim navdušenjem.

## Atanazijevi spori z Arijem
V teoloških sporih svojega časa je Julij odigral pomembno vlogo: vsestransko je podpiral nicejsko veroizpoved zoper arijanstvo, ki z Arijevo smrtjo ni prenehal, ampak se je še poglobil in dobil podporo pri najvišji oblasti. Pri verskih sporih z arijanci se je skliceval na izročilo, ki priznava prvenstvo rimske Cerkve in rimskega škofa kot naslednika apostola Petra.
So-cesar Konstantin II. je iz izgnanstva v Trieru poslal škofa Atanazija nazaj na njegov škofovski sedež v Egipt, kjer so ga verniki z navdušenjem sprejeli. Arijanci pa niso mirovali: pri so-cesarju v Carigradu so ga zatožili zaradi povzročanja nemirov in proticesarskega delovanja. Takoj po Konstantinovi  smrti ga je njegov naslednik Konstancij  ponovno pregnal s škofovskega sedeža v Aleksandriji, kakor tudi škofa Marcela iz Ancire; oba sta se zatekla v Rim. Na papeža se je obrnil tedaj še tudi arijanski škof Evzebij iz Nikomedije.

### Koncil v Rimu
Julij je v začetku leta 341 v Rimu sklical sinodo - udeležilo se ga je nad 50 zahodnih škofov - ki je potrdila Atanazijevo in Marcelovo pravovernost in zavrnila arijanizem. Arijanskim škofom na vzhodu je Julij pisal, da bi se pred obsodbo Atanazija morali obrniti na Rim. S tem se je papež skliceval na nepretrgano tradicijo o prvenstvu rimskega škofa. Na koncilu v Rimu je Julij potrdil Atanazijev položaj aleksandrijskega škofa, ko je bil poprej oproščen neutemeljenih obtožb.

### Koncil v Sardiki
Ko je papež pokaral arijanske škofe, ki so v Antiohiji sklicali zoper rimskega svoj koncil. V pismu je poudaril, da v zadevah škofov ima rimski škof zadnjo besedo. Podobno pismo je pisal tudi socesarju Konstanciju v Carigrad. Zato je cesar naposled 343 sklical škofe na koncil v Sardiko, ki se ga je udeležilo 90 zahodnih in 80 vzhodnih  škofov. Ko so vzhodni škofje opazili, da so v manjšini, so krenili v Filipopolis. Tam so odpovedali pokorščino papežu in njegovemu odposlancu Hoziju (Hosius); Atanaziju in z njim solidarnim škofom so odvzeli njihove škofije ter sestavili nekakšno novo veroizpoved; poleg tega pa so o vsem obvestili donatiste.
Nasprotno temu pa so na koncilu v Sardiki Atanaziju in drugim škofom vrnili škofije, obsodili razkolniško početje „posebnega koncila v Filipopolisu” ter poudarili, da se morajo škofje in duhovniki „v vseh spornih zadevah obrniti h glavi, k sedežu svetega Petra.” 
Takrat so škofje ponovno potrdili vrhovno papeško oblast v verskih zadevah in pristojnost, da kot vrhovna instanca potrjuje in odstavlja škofe. Vsi navzoči škofje so podpisali koncilske sklepe. To vrhovno papeško oblast je priznal tudi cesar Konstancij, čeprav je bil sam kot arijanec bolj naklonjen arijanizmu.

### Osebne spremembe škofov
- Že petkrat pregnani aleksandrijski škof Atanazij se je lahko vrnil v svojo škofijo 346, ko je papež Julij napisal ganljivo priporočilno pismo aleksandrijskim vernikom.
- Iz tega časa poznamo petovionskega (današnji Ptuj) škofa Aprijana, ki je leta 343 tudi sodeloval na koncilu v Sardiki, ko se je z okoli 170 škofi tudi on udeležil razpravljanja o arijanizmu.[20]
- Sardiški koncil je vrnil na škofijski sedež tudi škofa Urzacija (Ursacius) v Singidunumu (današnji Beograd) in Valensa v Mursiji (današnji Osijek).
- Med drugimi je sardiški koncil odstavil škofa Fotina (Photinus) iz Sirmiuma (današnja Sremska Mitrovica). Verniki pa ga niso pustili oditi; zato so panonski škofje sklicali posebno sinodo v Sirmium 350, kjer so sestavili posebno veroizpoved; Fotin pa tudi te ni hotel podpisati; zato ga je cesar Konstancij izgnal; nazaj se je pa vrnil za časa cesarja Julijana Odpadnika (361-363) in umrl 379.[18]

### Spori s cesarjem Konstancijem
Pontifikat Liberija je v celoti označen s spori okoli arianizma. Tudi zahod skupaj z Rimom je vse bolj občutil brutalno, arianizmu naklonjeno državno politiko cesarja Konstancija (353-361). Liberij, blaga duša, pravo nasprotje svojega predhodnika Julija, se je zavzemal za pravovernega škofa Atanazija; cesar je nanj pritiskal, naj privoli v njegov izgon, vendar je papež to zavračal in želel sklicati koncil v Ogleju; cesar pa je izsilil sinodi v Arlesu (353) in Milanu (355), ki sta obsodili Atanazijev nauk. Papežev odposlanec Vincencij je sicer te sinodalne odloke podpisal, vendar Liberij ni hotel potrditi in je svoje nasprotovanje pisno sporočil cesarju, ki ga je zategadelj ob koncu 335 poslal v pregnanstvo v Berejo. v Trakiji, v Rimu pa postavil arhidiakona Feliksa II. za protipapeža.  Trpljenje in poniževanja v izgnanstvu – tudi cesarjeve grožnje s smrtjo – so postopno zlomile Liberijev odpor proti nasilnemu Konstanciju, kar izpričujejo tudi štiri njegova pisma, ki jih je ohranil škof Hilarij. Pod cesarjevim pritiskom je podpisal precej nejasen obrazec veroizpovedi, kot ga je izdelala sinoda v Sirmiju (Sremska Mitrovica) leta 351, pač pa je zavrnil arijanski obrazec veroizpovedi sirmijske sinode 357. Naslednje leto je v Sirmiju spet zasedala sinoda in izdelala nov obrazec veroizpovedi, ki ga je podpisal tudi Liberij z dodatkom, da je Sin »v vsem podoben« Očetu. Zdaj mu je cesar dovolil, da se vrne v Rim, protipapeža Feliksa pa so izgnali iz mesta.

### Arijev nauk in njegov konec
Arij je bil rojen okrog 250. leta v Libiji in je bil berberskega porekla.
Bil je učenec Lucijana Antiohijskega in postal duhovnik v Aleksandriji - v okrožju Baukalis.
Arij je začel med ljudmi širiti  nauk, ki ni bil v skladu s tradicionalnim krščanskim učenjem; tajil je Jezusovo božanstvo; zato so ga na škofovski sinodi v Aleksandriji leta 321 obdolžili krivoverstva.
Papež Marko je bil že od mladosti priča verskiih nemirov in tudi preganjanja, ki ga je izvajal zoper aleksandrijskega škofa Atanazija Arij s svojimi privrženci, kakor tudi njegove strašne smrti.
Kakšna pa je bila Arijeva smrt?

Pretkani Arij, ko je povzročil Cerkvi najhujša zla, se je hotel pokazati pravovernega, da bi se izognil hudim kaznim. S tem namenom se je predstavil cesarju in mu s prisego zagotovil, da veruje vse, kar uči katoliška Cerkev. Cesar je slutil hinavščino, pa mu je dejal: „Če se lažeš, naj Bog maščuje tvojo krivo prisego, čeprav boš dobil nazaj svoj položaj.” Heretiki so bili nadvse zadovoljni; sedaj bodo Arija pripeljali v posest tiste Cerkve, iz katere je bil sramotno izgnan. Zato so določili naslednjo nedeljo, da bo vrnitev bolj opazna. Nameravali so vpeljati heretika in herezijo zmagoslavno; neštevilna množica ljudstva, ki je iz ulice v ulico naraščala, je spremljala jahajočega Arija po mestu, da bi dala večjo moč svojemu kljubovanju, ki so ga poglabljali vneti nagovori. Toda prav tu je čakalo Božje maščevanje. Sredi tolike slave, ko je prišel že čisto blizu cerkve, kjer bi se naj opravila sprava (s prejemom svetega obhajila iz rok škofa Aleksandra), ga je spopadel nenadoma hud strah: prebledel je in začel drhteti, kajti vest ga je začela hudo peči. Obenem je začutil strašne telesne bolečine, ker mu je začela notranjost razpadati in se je telo razpočilo: zavlekel se je v neki kot, izbruhal mnogo krvi ter tam obupan umrl.
Tako piše don Bosko v svoji Cerkveni zgodovini.
 Pismo o Arijevi smrti je objavil škof Atanazij.

## Smrt in češčenje

### Atanazijeva smrt
- Ko je Atanazij 2. maja 373 blaženo umrl, je sv. Bazilij zapisal, da se je vrnila k Stvarniku velika in apostolska duša.
- Naslov cerkvenega učitelja mu je dal že peti koncil v Carigradu leta 553.
- Ime Atanazij kot krstno ime je na Slovenskem praktično neznano. Nekdaj so ga dajali redovnikom.

### Ocena
- Atanazij velja za enega največjih in najuspešnejših branilcev pravovernosti v zgodovini Cerkve. V skoraj petdesetletnem boju, polnem preganjanja in težkih žrtev, je zmagovito zagovarjal misel, da je Cerkev samo božja ustanova, »en dom« Kristusovih učencev, »ena tunika« Kristusova, oblita z njegovo krvjo, »ena sama Luč«, ki razsvetljuje človeka in zato ne sme otemneti zaradi človeške zaslepljenosti. Čudež njegovega življenja je trajno mučeništvo, čeprav za Kristusa ni prelil krvi.[5]
- Atanazij je bil človek velike inteligence, vendar bolj bojevnik kot učen teolog.[26]
- Večina virov navaja kot letnico rojstva leto 295, nekateri 296.

### Atanazij kot razlagalec svetega pisma
V razlagi svetega pisma se je opiral Ambrož ne le na Origena in Bazilija, ampak tudi na Atanazija; z njimi si je tudi dopisoval.